# Oxytelus subapterus
Oxytelus subapterus är en skalbaggsart som beskrevs av Henry Frederick Wickham 1913. Oxytelus subapterus ingår i släktet Oxytelus och familjen kortvingar. Inga underarter finns listade i Catalogue of Life.